# ادوارد پی. کارویل
ادوارد پی. کارویل (به انگلیسی: Edward P. Carville) سناتور سابق عضو حزب دموکرات ایالات متحده آمریکا بود. وی در سال ۱۹۴۵ تا ۱۹۴۷ میلادی سناتور ایالت نوادا در سنای ایالات متحده آمریکا بود.